# Juan Ramón Martínez
Juan Ramón Martínez (San Miguel, 20 aprile 1948 – San Miguel, 4 agosto 2024) è stato un calciatore salvadoregno, di ruolo centrocampista.

## Carriera
Prese parte con la Nazionale salvadoregna ai Giochi Olimpici del 1968 e ai Mondiali del 1970.